# مارسيكو نوفو
مارسيكو نوفو (بالإيطالية: Marsico Nuovo)‏ هي بلدية في مقاطعة بوتنسا في إقليم بازيليكاتا الإيطالي.

## السكان
في سنة 1861 بلغ عدد السكان 6٬668 نسمة، وتطور العدد ليصل في سنة 2011 لـ 4٬358 نسمة.
يظهر هذا المخطط البياني تطور النمو السكاني لـ مارسيكو نوفو

## توأمة
لمارسيكو نوفو اتفاقيات توأمة مع:
- مونتفيدو